# Savannah Churchill
Savannah Churchill, geboren als Savannah Valentine Roberts (Colfax (Louisiana), 21 augustus 1915 – Brooklyn (New York), 19 april 1974), was een Amerikaanse r&b-, blues- en popzangeres in de jaren 1940 en 1950. Ze is vooral bekend van haar nummer één r&b-single I Want To Be Loved (But Only By You).

## Biografie
Geboren uit de Creoolse ouders Emmett Roberts en Hazel Hickman in Colfax, Louisiana, verhuisde ze met haar familie naar Brooklyn, New York toen ze drie was. Toen ze opgroeide, speelde Churchill viool en zong ze bij het koor van de St. Peter Claver Catholic School in Brooklyn. Ze studeerde af aan de Brooklyn's Girls High School. In de Amerikaanse volkstelling van 1930 en 1940 worden zij en haar ouders vermeld als neger. Churchill heeft haar Afro-Amerikaanse afkomst nooit ontkend, zelfs niet toen ze bekendheid verwierf, en ze verscheen in zwarte publicaties zoals Jet Magazine. In 1939 stopte Churchill met haar baan als serveerster om een zangcarrière na te streven. Ze begon te zingen in Small's Paradise in Harlem en verdiende $18 per week. Ze trad op met de Crystal Caraverns in Washington D.C. en toerde vervolgens met de Edgar Hayes-band in 1941.
Haar eerste opnamen, waaronder het gewaagde Fat Meat Is Good Meat, verschenen in 1942 bij Beacon Records. Deze werden gevolgd door opnamen bij Capitol Records met het Benny Carter Orchestra, waaronder haar eerste hit Hurry, Hurry. In 1945 tekende Churchill bij Irving Bermans Manor Records en dat jaar piekte Daddy Daddy op #3 op de r&b-hitlijst. Twee jaar later bereikte ze #1 in de r&b-hitlijst met I Want To Be Loved (But Only By You), dat acht weken lang bovenaan de hitlijsten stond. De plaat werd aangekondigd als zijnde met de vocale groep The Sentimentalists, die zichzelf al snel omdoopten tot The Four Tunes. Latere opnamen uit 1948 met The Four Tunes, waaronder Time Out For Tears (#10 r&b, #24 pop) en I Want To Cry, waren ook succesvol. Aangekondigd als "Sex-Sational", trad Churchill op met veel bijval en verscheen in de films Miracle in Harlem (1948) en Souls of Sin (1949). Vanaf 1949 nam Churchill op met Regal Records, RCA Victor en Decca Records, nam de originele versie van Shake A Hand op, later een grote hit voor Faye Adams en nam ook op met de Ray Charles Singers.
In 1952 werd Churchill een van de topattracties in het Apollo Theater in Harlem, het Regal Theater in Chicago, het Howard Theater in Washington D.C. en het London Palladium. Ze toerde veel met de begeleidende vocale groep The Striders, waaronder een bezoek aan Hawaii in 1954. In 1953 bracht Churchill gospelnummers uit bij Decca Records. In 1956 was ze een van de eerste artiesten die tekende bij Argo Records, opgericht als dochteronderneming van Chess Records. De carrière van Churchill eindigde in 1956 toen, terwijl ze op het podium in een club zong, een dronken man bovenop haar viel vanaf een balkon erboven, met ernstige, slopende verwondingen tot gevolg, waarvan ze nooit volledig zou herstellen. Hoewel ze in 1960 wat opnamen maakte en haar debuutalbum Time Out For Tears bij Jamie Records uitbracht, ging haar gezondheid sterk achteruit tot haar dood in Brooklyn in 1974.

## Overlijden
Savannah Churchill overleed in april 1974 op 58-jarige leeftijd aan de gevolgen van een longontsteking.

## Discografie
- 1945:	Daddy, Daddy
- 1947:	I Want to Be Loved (But Only by You)
- 1948:	Time Out for Tears
- 1948: I Want to Cry
- 1951:	(It's No) Sin
- 1953:	Shake a Hand

- Biblioteca Nacional de España: XX1024557
- Bibliothèque nationale de France: cb13942418m (data)
- International Standard Name Identifier: 0000 0003 7387 4369
- Library of Congress Control Number: n92097612
- MusicBrainz: 0de2193a-dfec-46a5-b39e-f0a6a9a6a140
- Istituto Centrale per il Catalogo Unico: DDSV007852
- Virtual International Authority File: 19870880
- WorldCat: E39PBJrKW9W4yqyqytKKVMKw4q